# Mazda Chantez
El Mazda Chantez (código de chasis KMAA) es un kei car de dos puertas que fue presentado por Mazda en julio de 1972. El Chantez tenía una distancia entre ejes más larga de 2.200 mm (86.6 pulg.) que la mayoría de sus competidores y contó con el poderoso de dos tiempos El motor "AA" que también se ve en el Porter. Con 35 PS (26 kW; 35 bhp), la velocidad máxima fue de 115 km/h (71 mph) y el sprint de 400 m (0.2 mi) fue enviado en 20.6 segundos. En pruebas más recientes de un GF II de 1972, 0–100 km/h subieron en 35.8 segundos. El motor se instaló alimentando longitudinalmente las ruedas traseras, y el neumático de repuesto se instaló junto al motor en el lado derecho.
El nombre "chantez" es una segunda persona del presente plural indicativo de cantante, que en francés significa "cantar".

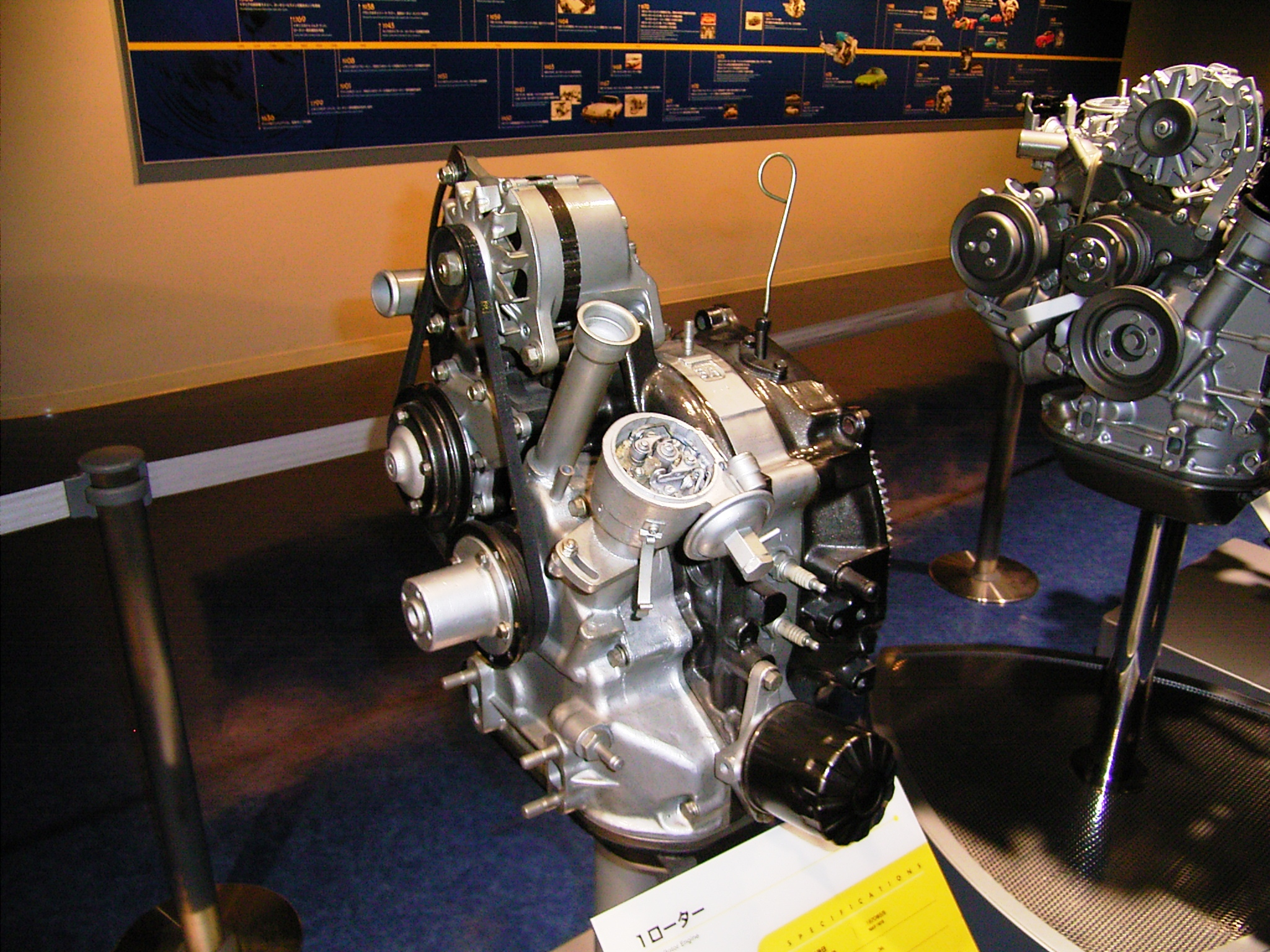
Motor rotativo 3A, originalmente destinado para el Chantez.

Originalmente, el Chantez había sido planeado para usar un motor Wankel de un solo rotor, pero los otros fabricantes de Kei consideraron esto injusto y bloquearon los planes de Mazda. Como resultado de no poder construir el auto que habían planeado originalmente, Mazda perdió interés en la clase Kei y las ventas se detuvieron sin reemplazo en 1976, en la víspera de las nuevas regulaciones de Kei car. Mazda no comercializó otro automóvil Kei hasta 1989, con una reintroducción del Carol, que era un Suzuki Alto rebautizado, y hasta el día de hoy todavía no elige hacer sus propios motores para la clase Kei.
Los niveles de equipamiento variaron desde la especificación L más baja (menos cromo, parachoques de color del cuerpo y pilares B), a través de LX, GL, GF y GL II hasta la parte superior de la línea GF II, que contó con un interior deportivo, neumáticos radiales, y pintura de dos tonos disponible.
A finales de 1974, anticipando un cambio de ley en el cambio de año, la tapa del maletero y el parachoques delantero se modificaron para adaptarse a placas de matrícula de mayor tamaño.